# Пулаха
Пула́ха, также Пулага (санскр. पुलह, IAST: Pulaha), — древнеиндийский мифический мудрец, один из духовных сыновей Брахмы. Пулаха также входит в состав десяти (иногда двадцати одного) Праджапати, созданных Брахмой. Его женой была Кшама (санскр. Kshamâ - «терпение»), принёсшая ему трёх сыновей.
Он наделён огромной силой подвижничества, присутствовал при рождении Арджуны и посвящении бога Сканды. 
Вместе с Пуластьей он отговаривал мудреца Парашару от его замысла устроить великое жертвоприношение, дабы уничтожить всех ракшасов. Сам Пулаха совершал подвижничество на реке Алакананда, притоке Ганги. 
Среди других героев он находится в собрании Индры и прислуживает Брахме.
Согласно «Вишну-пуране», его жена — Кшама, у неё три сына — Кардама, Урвариван, Сахишну. От Кшамы же, согласно «Агни-пуране», родился и другой сын Пулахи — Кармашрештха. Кроме того, именно от Пулахи произошли антилопы, львы, тигры и кимпуруши, по некоторым источникам — также пишачи, бабочки и волки.